# Държавно устройство на Парагвай
Парагвай е президентска република.

## Законодателна власт
Парламентът на Парагвай е двукамарен. Горната камара се състои от 45 места, а долната камара – от 80 места.

## Съдебна власт
Висш съдебен орган в Парагвай е Върховния съд. Неговите 9 члена се избират от сената (горната камара) и президента.